# George Wood (beisebolista)
George Albert Wood (9 de novembro de 1858 – 4 de abril de 1924), também conhecido como "Dandy" Wood, foi um jogador canadense de beisebol e treinador cuja carreira abrangeu o período de 1878 até 1896. Jogou 13 temporadas na Major League Baseball, principalmente como outfielder, pelas equipes: Worcester Ruby Legs (1880), Detroit Wolverines (1881–85), Philadelphia Quakers (1886–89), Philadelphia Athletics (1890–91), Baltimore Orioles (1889, 1892) e Cincinnati Reds (1892). Em 1891, serviu como jogador-treinador dos Athletics.. Após encerrar sua carreira como jogador, Wood atuou como umpire por um tempo. Morreu em 1924 em Harrisburg, Pensilvânia, aos 65 anos. Foi postumamente induzido ao Prince Edward Island Hall of Fame (2009) e para o Canadian Baseball Hall of Fame (2011).